# 田村順之助

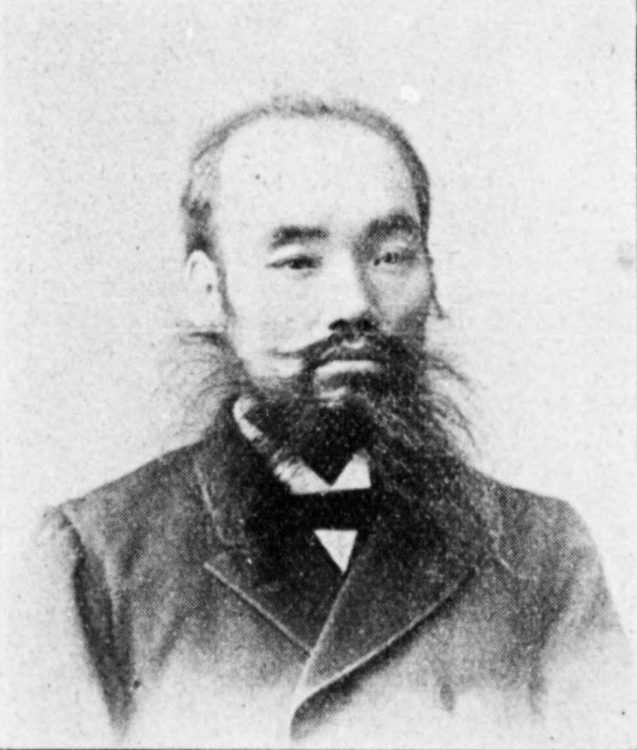
田村順之助

田村 順之助（たむら じゅんのすけ、1858年9月23日（安政5年8月17日）- 1939年（昭和14年）1月19日）は、明治・大正期の政治家。衆議院議員。

## 経歴
下野国都賀郡、のちの栃木県下都賀郡水代村（大平村、大平町を経て現栃木市）で、農業・田村政七の長男として生まれる。松本暢に学んだ。1882年（明治15年）7月、家督を相続。自由民権運動に加わり、1883年（明治16年）自由党に入党した。1884年（明治17年）官吏侮辱被告事件に関与したが免訴となり、加波山事件に連座し投獄された。同年、栃木県会議員に選出され、1892年（明治25年）まで在任し、1890年（明治23年）副議長となった。
大同団結運動に加わり、下野有志懇親会の発起人に就任。1888年（明治21年）塩田奥造、野沢四郎左衛門らと下野倶楽部の設立を企てた。1889年（明治22年）大同団結派が分裂後、政社派大同倶楽部の中心的存在となる。同年の条約改正問題では中止の立場で活動した。
1894年（明治27年）3月、第3回衆議院議員総選挙に栃木県第二区から自由党所属で出馬して新井章吾とともに当選。以後、第4回から第9回総選挙までと、第11回から第14回総選挙まで（第12回は補欠当選）当選し、衆議院議員を通算11期務めた。
また、栃木県農工銀行監査役を務めた。